# Jacoby Brissett
Jacoby Jajuan Brissett (West Palm Beach, 11 dicembre 1992) è un giocatore di football americano statunitense che milita nel ruolo di quarterback per gli Arizona Cardinals della National Football League (NFL).
Fu scelto nel terzo giro del Draft NFL 2016 dai New England Patriots. Al college ha giocato a football per Florida e successivamente per NC State.

## Carriera universitaria

### Stagione 2011
Nel 2011, come true freshman presso l'Università della Florida, Brissett fu il quarterback di riserva al titolare John Brantley. In ottobre, a causa di un infortunio per Bratley, Brissett giocò due partite come titolare. Nella sua prima partita da titolare contro i LSU Tigers primi in classifica, passò per 94 yard, un touchdown e subì un intercetto. I Gators vennero sconfitti 41–11. In tutta la stagione giocò in 8 partite, completò 18 passaggi su 39 tentati, passò per 206 yard, due touchdown e subì 4 intercetti.

### Stagione 2012
Nel 2012, come sophomore, Brissett dovette competere con Jeff Driskel per il ruolo di quarterback titolare dei Gators. Il 17 novembre, giocò come titolare contro i Bowling Green Falcons. Driskel rimase comunque titolare per il resto della stagione. Brissett giocò come titolare nella seconda partita della stagione contro i Jacksonville State Gamecocks a causa di un infortunio per Driskel. In tutta la stagione giocò 5 partite, completò 25 passaggi su 35 tentati, passò per 249 yard e un touchdown.

### Stagione 2013
Nel gennaio del 2013, Brissett si trasferì all'Università statale della Carolina del Nord. Di conseguenza dovette rinunciare alla stagione.

### Stagione 2014
Nel 2014 Brissett venne nominato quarterback titolare per i Wolfpack. Passò per 2 606 yard, 23 touchdown e subì 5 intercetti.

### Stagione 2015
Nel 2015 come senior, Brissett passò per 2.662 yard, 20 touchdown e subì 6 intercetti.

#### Statistiche
| Stagione | Squadra  | Partite | Partite | Passaggi | Passaggi | Passaggi | Passaggi | Passaggi | Passaggi | Passaggi |     | Corse | Corse | Corse | Corse |      | Ricezioni | Ricezioni | Ricezioni | Ricezioni |  |
| Stagione | Squadra  | P       | PT      | Comp     | Ten      | Yard     | %        | TD       | Int      | Rating   | Ten | Yard  | Media | TD    | Ric   | Yard | Media     | TD        |           |           |  |
| -------- | -------- | ------- | ------- | -------- | -------- | -------- | -------- | -------- | -------- | -------- | --- | ----- | ----- | ----- | ----- | ---- | --------- | --------- | --------- | --------- |  |
| 2011     | Florida  | 8       | 2       | 18       | 39       | 206      | 46,2     | 2        | 4        | 86,9     | 13  | 7     | 0,5   | 2     | 0     | 0    | 0         | 0         |           |           |  |
| 2012     | Florida  | 5       | 2       | 23       | 35       | 249      | 65,7     | 1        | 0        | 134,9    | 5   | 7     | -0,6  | 1     | 0     | 0    | 0         | 0         |           |           |  |
| 2014     | NC State | 13      | 13      | 221      | 370      | 2.606    | 59,7     | 23       | 5        | 136,7    | 124 | 529   | 4,3   | 3     | 1     | 20   | 20,0      | 0         |           |           |  |
| 2015     | NC State | 13      | 13      | 237      | 395      | 2.662    | 60,0     | 20       | 6        | 130,3    | 139 | 270   | 2,7   | 6     | 0     | 0    | 0         | 0         |           |           |  |
| Totale   | Totale   | 39      | 30      | 449      | 839      | 5.723    | 59,5     | 46       | 15       | 131,3    |     | 283   | 370   | 3,2   | 12    |      | 1         | 20        | 20,0      | 0         |  |

## Carriera professionistica

### New England Patriots
Brissett fu scelto nel corso del terzo giro (91º assoluto) nel Draft NFL 2016 dai New England Patriots. Con il titolare Tom Brady squalificato, Brissett debuttò come professionista il 18 settembre 2016, quando il secondo quarterback Jimmy Garoppolo lasciò la gara della settimana 2 contro i Miami Dolphins a causa di un infortunio alla spalla. I Patriots in quel momento erano in vantaggio per 21–0 e Brissett concluse la gara completando 6 passaggi su 9 per 92 yard nel 31–24 finale. La settimana successiva disputò la prima gara come titolare contro gli Houston Texans, completando 11 passaggi su 19 per 103 yard e segnando un touchdown su una corsa da 27 yard nella vittoria per 27-0. Brissett si infortunò a un pollice nella gara contro i Texans, ma partì comunque come titolare la settimana successiva, nella sconfitta per 16-0 contro i Buffalo Bills. A partire dal quinto turno, Brady, terminata la squalifica di quattro giornate, tornò stabilmente titolare.
Il 5 febbraio 2017, sebbene da inattivo, vinse il suo primo Super Bowl, il LI, contro gli Atlanta Falcons con il punteggio di 34-28 ai tempi supplementari (prima volta nella storia del Super Bowl).

### Indianapolis Colts

#### Stagione 2017
Il 2 settembre 2017, Brissett fu scambiato con gli Indianapolis Colts per il wide receiver Phillip Dorsett. Con il titolare Andrew Luck infortunato, Scott Tolzien partì come quarterback titolare nel primo turno perso contro i Los Angeles Rams ma, dopo una prestazione negativa, la settimana successiva fu Brisset ad essere nominato partente contro gli Arizona Cardinals. In quella gara i Colts rimasero in vantaggio per la maggior parte del tempo, salvo essere raggiunti e superati nei tempi supplementari dove Brissett subì l'intercetto decisivo. La prima vittoria giunse nel terzo turno contro i Cleveland Browns in cui passò 259 yard, un touchdown e ne segnò altri due su corsa. Fu una delle sole 3 vittorie stagionali dei Colts che terminarono la stagione all'ultima posto della division con 13 sconfitte. Brissett concluse l'annata con 3 098 yard passate, 13 touchdown e 7 intercetti subiti. I suoi 52 sack subiti furono il peggior risultato della lega.

#### Stagione 2018

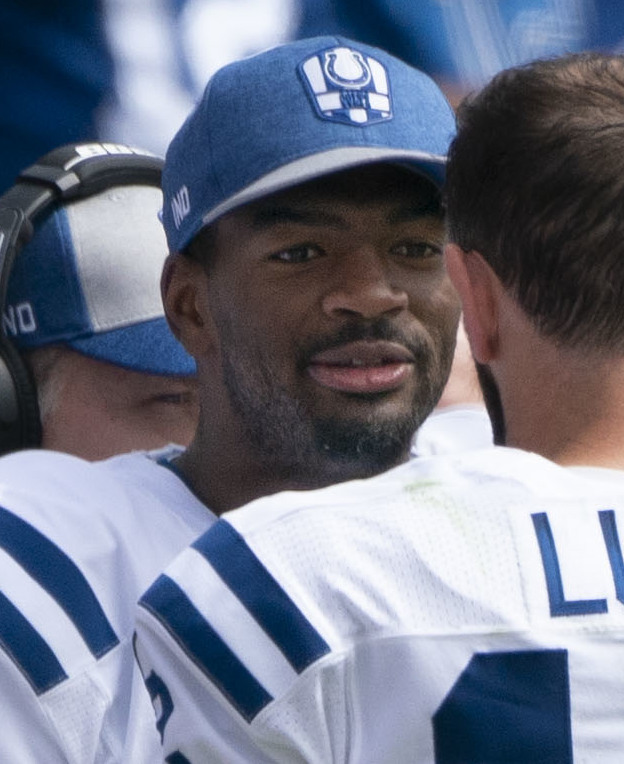
Brissett nel 2018

Brissett tornò ad essere un quarterback di riserva dopo che Luck guarì dal suo infortunio alla spalla. Nel terzo turno contro i Philadelphia Eagles, con i Colts in svantaggio 20–16,  con pochi secondi al termine della partita, sostituì Luck per provare un Hail Mary pass dalla linea delle 46 yard dei Colts. Brissett lanciò troppo forte e la palla finì oltre la end zone, segnando così la sconfitta della propria squadra. Questa decisione risultò inusuale per molti giornalisti e tifosi, e portò a speculazioni sulla salute della spalla di Luck, il che portò il capo-allenatore Frank Reich e lo stesso Luck a giustificare questa decisione semplicemente puntualizzando che Brissett avesse più forza nel braccio. Terminò la stagione 2018 con quattro presenze, due passaggi completati su quattro tentati per due yard.

#### Stagione 2019
Nel 2019 Brissett avrebbe dovuto ancora essere il quarterback di riserva dei Colts per la stagione 2019. Ciò nonostante, il 24 agosto 2019, a due settimane dall'inizio della stagione regolare, Luck annunciò inaspettatamente il suo ritiro. Il general manager Chris Ballard dichiarò in una conferenza stampa seguente che Brissett sarebbe stato il quarterback titolare dei Colts.
Il 2 settembre 2019, Brissett firmò coi Colts un contratto biennale del valore di 30 milioni di dollari (dei quali 20 milioni garantiti). Al momento della firma era nell'ultimo anno del suo contratto da rookie, che gli avrebbe fatto guadagnare 2 milioni di dollari per la stagione in corso. Nel settimo turno disputò la miglior prova stagionale nella vittoria sui Texans passando 326 yard e 4 touchdown e portando i Colts in testa alla division. Per questa prestazione fu premiato come miglior giocatore offensivo della AFC della settimana. Due turni dopo fu costretto ad abbandonare il campo per un infortunio alla caviglia, non facendo più ritorno in campo. Tornò titolare nella settimana 11 segnando il suo secondo TD stagionale su corsa nella vittoria sui Jaguars. La sua stagione si chiuse con 2.942 yard passate, 18 touchdown e 6 intercetti subiti, mentre i Colts ebbero un record di 7-9, finendo terzi nella division.

#### Stagione 2020
Nella stagione 2020 i Colts firmarono il quarterback veterano Philip Rivers così Brissett tornò nel ruolo di riserva. Nella settimana 12 fu inserito nelle azioni a corto raggio, segnando due touchdown su corsa nella sconfitta contro i Tennessee Titans.

### Miami Dolphins
Il 16 marzo 2021 Brisett firmò con i Miami Dolphins un contratto di un anno del valore di 5 milioni di dollari. Nella terza settimana partì come titolare al posto dell'infortunato Tua Tagovailoa portando quasi alla vittoria i Dolphins contro gli imbattuti Raiders e venendo sconfitto solo ai tempi supplementari.

### Cleveland Browns
Il 22 marzo 2022 Brissett firmò con i Cleveland Browns. La squadra acquisì in uno scambio il quarterback Pro Bowler Deshaun Watson ma questi fu sospeso per 11 partite così Brissett si ritrovò titolare per l'inizio della stagione regolare. Nella prima partita portò i Browns alla vittoria sui Carolina Panthers con 147 yard passate e un touchdown. Terminata la sospensione, Watson fu nominato titolare. In sua assenza Brissett portò i Browns a un record di 4-8.

### Washington Commanders
Il 15 marzo 2023 Brissett firmó con i Washington Commanders. Nel sedicesimo turno subentrò per la seconda settimana consecutiva a Sam Howell, guidando la squadra a rimontare uno svantaggio di 20-0 e a sfiorare la vittoria nel 30-28 finale contro i New York Jets.

### Ritorno ai New England Patriots
Il 14 marzo 2024 Brissett firmò un contratto annuale del valore di 8 milioni di dollari per fare ritorno ai Patriots. Il 29 agosto 2024 fu nominato quarterback titolare per l'inizio della stagione dal capo allenatore dei Patriots Jerod Mayo, vincendo la concorrenza del rookie Drake Maye. Nel primo turno passò 121 yard senza perdere palloni nella vittoria sui favoriti Bengals. Seguirono delle prestazioni negative, finché Maye fu nominato titolare per la gara della settimana 6. Nell'ottavo turno tuttavia Maye si infortunò e Brissett gli subentrò in corso d'opera guidando nel finale un drive da 70 yard concluso con il touchdown della vittoria sui Jets da parte di Rhamondre Stevenson. Fu il primo quarterback dei Patriots a guidare un drive vincente da subentrato dal 1993.

### Arizona Cardinals
Il 12 marzo 2025 Brissett firmò con gli Arizona Cardinals.

## Palmarès

### Franchigia
- Super Bowl : 1

New England Patriots: LI
- American Football Conference Championship: 1

New England Patriots: 2016

### Individuale
- Giocatore offensivo della AFC della settimana: 1

7ª del 2019

## Statistiche
| Legenda   | Legenda                  |
| --------- | ------------------------ |
|           | Vincitore del Super Bowl |
|           | Primo nella lega         |
| Grassetto | Record personale         |

### Stagione regolare
| Stagione | Squadra  | Partite | Partite | Passaggi | Passaggi | Passaggi | Passaggi | Passaggi | Passaggi | Passaggi | Passaggi | Corse | Corse | Corse | Corse | Sack | Sack | Fumble | Fumble | Record |
| Stagione | Squadra  | P       | PT      | Comp     | Ten      | %        | Yard     | Media    | TD       | Int      | Rat      | Ten   | Yard  | Media | TD    | Sck  | Yard | Fum    | Persi  | V–S    |
| -------- | -------- | ------- | ------- | -------- | -------- | -------- | -------- | -------- | -------- | -------- | -------- | ----- | ----- | ----- | ----- | ---- | ---- | ------ | ------ | ------ |
| 2016     | NE       | 3       | 2       | 34       | 55       | 61,8     | 400      | 7,3      | 0        | 0        | 83,9     | 16    | 83    | 5,2   | 1     | 6    | 46   | 3      | 1      | 1–1    |
| 2017     | IND      | 16      | 15      | 276      | 469      | 58,8     | 3 098    | 6,6      | 13       | 7        | 81,7     | 63    | 260   | 4,1   | 4     | 52   | 305  | 8      | 3      | 4–11   |
| 2018     | IND      | 4       | 0       | 2        | 4        | 50,0     | 2        | 0,5      | 0        | 0        | 56,2     | 7     | -7    | -1,0  | 0     | 0    | 0    | 0      | 0      | 0–0    |
| 2019     | IND      | 15      | 15      | 272      | 447      | 60.8     | 2 942    | 6.6      | 18       | 6        | 88.0     | 56    | 228   | 4.1   | 4     | 27   | 159  | 7      | 5      | 7−8    |
| 2020     | IND      | 11      | 0       | 2        | 8        | 25.0     | 17       | 2.1      | 0        | 0        | 39.6     | 17    | 19    | 1.1   | 3     | 2    | 15   | 0      | 0      | —      |
| 2021     | MIA      | 11      | 5       | 141      | 225      | 62.7     | 1 283    | 5.7      | 5        | 4        | 78.1     | 19    | 70    | 3.7   | 1     | 19   | 132  | 6      | 3      | 2−3    |
| Carriera | Carriera | 60      | 37      | 727      | 1,208    | 60.2     | 7 742    | 6.4      | 36       | 17       | 83.0     | 178   | 653   | 3.7   | 13    | 106  | 657  | 24     | 12     | 14−23  |

### Playoff
| Stagione | Squadra  | Partite | Partite | Passaggi         | Passaggi         | Passaggi         | Passaggi         | Passaggi         | Passaggi         | Passaggi         | Passaggi         | Corse            | Corse            | Corse            | Corse            | Sack             | Sack             | Fumble           | Fumble           | Record |
| Stagione | Squadra  | P       | PT      | Comp             | Ten              | %                | Yard             | Media            | TD               | Int              | Rat              | Ten              | Yard             | Media            | TD               | Sck              | Yard             | Fum              | Persi            | V–S    |
| -------- | -------- | ------- | ------- | ---------------- | ---------------- | ---------------- | ---------------- | ---------------- | ---------------- | ---------------- | ---------------- | ---------------- | ---------------- | ---------------- | ---------------- | ---------------- | ---------------- | ---------------- | ---------------- | ------ |
| 2016     | NE       | 0       | 0       | Nessuna presenza | Nessuna presenza | Nessuna presenza | Nessuna presenza | Nessuna presenza | Nessuna presenza | Nessuna presenza | Nessuna presenza | Nessuna presenza | Nessuna presenza | Nessuna presenza | Nessuna presenza | Nessuna presenza | Nessuna presenza | Nessuna presenza | Nessuna presenza | —      |
| 2018     | IND      | 0       | 0       | Nessuna presenza | Nessuna presenza | Nessuna presenza | Nessuna presenza | Nessuna presenza | Nessuna presenza | Nessuna presenza | Nessuna presenza | Nessuna presenza | Nessuna presenza | Nessuna presenza | Nessuna presenza | Nessuna presenza | Nessuna presenza | Nessuna presenza | Nessuna presenza | —      |
| 2020     | IND      | 1       | 0       | 0                | 0                | 0.0              | 0                | 0.0              | 0                | 0                | 0.0              | 1                | 0                | 0.0              | 0                | 0                | 0                | 0                | 0                | —      |
| Carriera | Carriera | 1       | 0       | 0                | 0                | 0.0              | 0                | 0.0              | 0                | 0                | 0.0              | 1                | 0                | 0.0              | 0                | 0                | 0                | 0                | 0                | —      |